# Distretto di Milpuc
Il distretto di Milpuc è un distretto del Perù nella provincia di Rodríguez de Mendoza (regione di Amazonas) con 671 abitanti al censimento 2007 dei quali 386 urbani e 285 rurali.
È stato istituito il 31 ottobre 1932.